# Gérard Lecomte (Künstler)

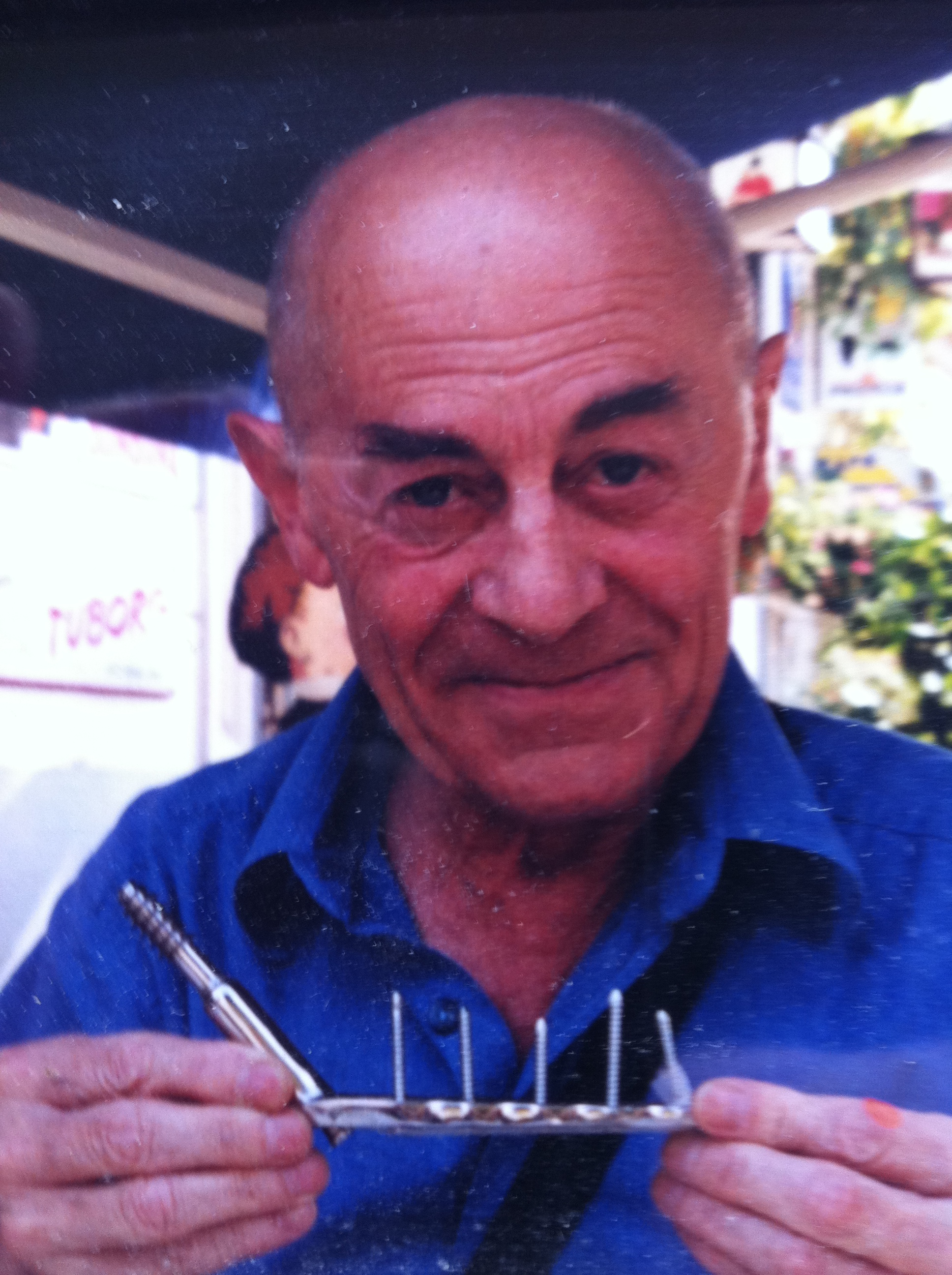
Lecomte Rard (2011)

Gérard Lecomte (* 12. Juli 1940 in Nizza; † 6. Februar 2012 in Paris) war ein französischer Maler, Grafiker und Bildhauer. Er nannte sich später Rard – die letzten vier Buchstaben seines Vornamens. Seine Kunst war dem magischen Realismus verhaftet.

## Leben

### Kindheit und Jugend
Seine Eltern waren Gérard und Suzanne Lecomte, geb. Götz. Lecomte wuchs in einer Umgebung auf, die von der Kunst der Klassischen Moderne geprägt war. Ob Lecomte sich bereits als kleiner Junge des künstlerischen Flairs der ihn umgebenden südfranzösischen Landschaft mit ihren Künstlern bewusst war, ist nicht bekannt, denn mit etwa 10 Jahre übersiedelte er mit seiner Familie nach Saarbrücken und besuchte dort das Lycée Maréchal Ney (heute: Deutsch-Französisches Gymnasium).

### Die frühen Jahre
Lecomte blieb in Saarbrücken angemeldet, aber es zog ihn dennoch ins benachbarte Frankreich, wo er zum Semester 1959/60 in der Ècole des Arts Appliqués in Metz nachweisbar ist. Später stellte ihm die Municipale des Arts Décoratifs de Strasbourg (Ministère d`Etat des Affaires Culturelles) ein Certificat d’Aptitude (1963) aus. 1965 erhielt er in Straßburg das „Diplome National des Beaux-Arts, Section: Sculpture“. In einem Schreiben attestierte ihm der Direktor der Straßburger Kunstschule eine große Begabung. RARD hatte bereits in Thionville eine Schreinerlehre absolviert und übte sich auch in den Techniken der Bildhauerei. Beide Ausbildungen schulten seine handwerkliche Sensibilität. Die Bildhauerei gab er später fast gänzlich wieder auf.

### Erste Erfolge: Ein Leben zwischen Lehre und freier Kunst
Mit diesen Examina ging er wieder zurück an die Côte d’Azur, nach Saint Tropez, wo er von 1967 bis 1970 als Meisterzeichenlehrer an öffentlichen Schulen der Stadt Saint Tropez tätig war. Aber das dortige Leben befriedigte ihn nicht, obwohl er die ersten Erfolge als Künstler zu verbuchen und bereits einige Ausstellungen hatte. Er zog erneut nach Paris, wo er 14 Jahre an einer Kunsthochschule lehrte. Erst im Alter von 40 Jahren entschloss er sich, als freier Künstler zu leben und zu arbeiten. Inspiriert von dem wechselvollen Leben in Paris, begann RARD sich künstlerisch weiterzuentwickeln und zu vervollkommnen.

## Werk
RARD sagte über seine Kunst „Dans mon art – abstrait-fantastique – il se veut subjectif, comme la symbolique du dragon en relation avec l` astrophysique, les mathématiques et les sciences en géneral, touchant la vie sur notre planète, en rapport avec le cosmos“. Und in einer Zeitungskritik über seine Gemeinschaftsausstellung mit Jean Schaeffer in der Galerie Minerve in Metz schrieb ein unbekannter Kritiker „Gérard Lecomte, den wir früher in der ‚Rive Gauche‘ mit kräftigen Zeichnungen gesehen hatten, überrascht uns dieses Mal mit Malereien, in denen er gewissermaßen das Bersten der Form veranschaulichen will. Bei ihm handelt es sich nicht um abstrakte Malerei, es ist nur ein Zerspringen der Form, ein Erweitern ins Kosmische der Konturen“.

### Erste Erfahrungen als Künstler
Aus der früheren Zeit gibt es einige wenige Skulpturen, jedoch hat er sich schon bald der Malerei und den druckgrafischen Techniken verschrieben, mit denen er immer wieder experimentierte. Es ist überliefert, dass er sich später eine Zeit lang mit der Kunst Francis Bacons beschäftigt hat, die Arbeiten jedoch schnell wieder vernichtete, als er selbst eine zu starke Beeinflussung feststellen musste. Er wollte nicht nachahmen, sondern Eigenes schaffen. Das erklärt auch, warum er von den vielen neuen Kunst-Ismen nichts adaptierte, mit denen er doch tagtäglich konfrontiert war. 1969 wurde RARD von dem US-amerikanischen Mäzen Ricky Cooper eingeladen, in Los Angeles auszustellen. Cooper war ein Sammler und Verehrer von Lecomtes Kunst und besaß zu diesem Zeitpunkt bereits sechs Gemälde von ihm.

### Inspirationsquelle asiatische Kultur
Eine besondere Quelle seiner Inspiration war seit Paris die asiatische Kultur, die ihn schon immer fasziniert hatte. Er beschäftigte sich mit dem Buddhismus, der Lehre des Zen und ließ sich sogar nach einigen Jahren zum Zenpriester weihen. Später erwarb er den schwarzen Gürtel in der Kampfsportart Kung-Fu. Die Auseinandersetzung mit dieser fremden Kultur schlug sich auch in seiner Kunst nieder. Die chinesische Kalligrafie hielt Einzug in seine Kunst, die er mit den europäischen Stilelementen des magischen Realismus verband.

### Phantastische Malerei
RARD schaffte schon früh ein neues Universum, das Wesen aufweist, die gerade in ihren visionären Erscheinungsformen während der letzten Jahre gesellschaftlich und in der Literatur und im Film der Science-Fiction-Bewegung an Bedeutung gewannen.
Seine Malerei lebt von der sehr freien malerischen Handhabung der Farbe und fiktiven Formen in Verbindung mit geometrisierenden Elementen, die er gezielt einfügte, wodurch eine Spannung erzeugt wird. Figürliches wird zu Unrealistischem verfremdet und durchdringt den Raum, der in esoterische Ferne rückt. Er war zeit seines Lebens der Phantastischen Malerei verhaftet, auch wenn es in seinem Werk keine spektakulären Veränderungen gibt.

### Auszeichnungen und Preise
- Médaille d’honneur de la Ville de Paris (1984)
- Médaille d´Argent de la Ville de Paris „Peinture“

### Auftragsarbeiten u. a.
- Bronzefigur, Ankauf der Stadt Straßburg (1964)
- Porträt Monsieur Heuter (Marmor), Dekan der Theologischen Fakultät, Straßburg (1966)
- L. L. Magneron, Les Femmes sont imbattables (Kung-Fu), 273 Illustrationen, Paris (1979)

## Ausstellungen (Auswahl)
Einzelausstellungen hatte er im Musée d´Art Moderne de Strasbourg, im Musée de Gassin, im Musée de Turckheim und in der Bibliothèque Nationale Paris. Weitere waren
| Jahr         | Ort                 | Galerie |
| ------------ | ------------------- | --- |
| 1965–1967    |                     | Galerie Rive Gauche - Minerve                                                                                           |
| 1967–1968    | Saint-Tropez        | Galerie Marcus Durand                                                                                                   |
| 1970         |                     | Galerie d’ Argens (Koll., u. a. Fritz Winter)                                                                           |
| 1973, 75, 77 | Paris               | Galerie Montparnasse 47                                                                                                 |
| 1976         | Caracas (Venezuela) | Galerie Centro Plaza |
| 1978, 1986   | Clermont-Ferrand    | Galerie Annie Renaud, dort 1978 in einer Kunstschau mit Künstlern wie z. B. Cocteau, Ernst, Miro, Goya, de Chirico etc. |
| 1989         | Paris               | Centre Zen International                                                                                                |
| 1991         | Paris               | Galerie Marie Friesz |
| 1994–97      | Paris               | Librairie „Le Bateau Ivre“                                                                                              |
| 1998         | Paris               | Sacrés Vins Dieux |
| 2007         | Saint-Tropez        | Galerie Marcus Durand                                                                                                   |
| 1970         | Paris               | Galerie du Champs de Mars                                                                                               |